# Ivan Jaremčuk
Ivan Ivanovyč Jaremčuk (in ucraino Іван Іванович Яремчук?, in russo Ива́н Ива́нович Яремчу́к?, Ivan Ivanovič Jaremčuk; Velykyj Byčkiv, 19 marzo 1962) è un ex calciatore sovietico, dal 1991 ucraino, di ruolo centrocampista.
Dopo aver giocato per diversi anni nelle divisioni minori del calcio sovietico, nel 1983 si trasferisce all'SKA Kiev, nella terza categoria sovietica. Nel 1985 si accorda con la Dinamo Kiev di Valeri Lobanovski: vince tre campionati, tre coppe sovietiche e la Coppa delle Coppe 1985-1986, conseguendo due double (1985 e 1990). Lo stesso Lobanovski, all'epoca anche CT della Nazionale sovietica, lo porta ai Mondiali di Messico 1986 e di Italia 1990. Nel 1991 ottiene il trasferimento all'estero, giocando tra Germania, Russia, Israele, Repubblica Ceca, Kazakistan e Ucraina per i restanti 8 anni di carriera.
Durante la carriera soffre di diversi infortuni, rompendosi la gamba in tre occasioni distinte prima dei 27 anni.

## Caratteristiche tecniche
Esterno destro, poteva giocare anche da esterno sinistro, mediano o centrocampista centrale, aveva una buona resistenza, che gli permetteva di rientrare in difesa, ed era dotato tecnicamente.

## Carriera

### Club
Gioca 4 anni nella Dnipro Čerkasy, prima di passare a una squadra di Kiev, l'SKA, club di terza divisione sovietica. 22 gol in 83 incontri di campionato, convincono la Dinamo Kiev a puntare su Jaremčuk: al suo primo anno in prima divisione, vince il campionato sovietico. In 5 anni conquista altri due campionati, tre coppe sovietiche e la Coppa delle Coppe UEFA 1986. Nel 1991 ottiene il trasferimento in Germania, andando a giocare a Berlino, nel Blau-Weiß 90, club di seconda categoria tedesca. Dopo una sola annata, passa all'Hertha Berlino, restando nella seconda divisione tedesca. Nel 1994 torna in patria, ormai divenuta Russia: dopo 13 presenze e 1 gol al KAMAZ, firma un contratto con una società israeliana. Poi gioca anche in Repubblica Ceca e in Kazakistan, prima di fare un secondo ritorno in Russia, nel 1996, vestendo la casacca del Tekstil'ščik Kamyšin. Nel 1996 passa al Vorskla Poltava, in Ucraina, terminando la carriera all'Ivano-Frankivsk, nella massima divisione ucraina.

### Nazionale
Il 23 aprile 1986 esordisce in Nazionale giocando contro la Romania (2-1). Al Mondiale 1986 in Messico, gioca spesso assieme a Pavlo Jakovenko, risultando come uno dei giocatori meglio preparati atleticamente.
Totalizza 18 presenze e 2 gol tra il 1986 e il 1990.

## Statistiche

### Cronologia presenze e reti in nazionale
| Cronologia completa delle presenze e delle reti in nazionale ― Unione Sovietica | Cronologia completa delle presenze e delle reti in nazionale ― Unione Sovietica | Cronologia completa delle presenze e delle reti in nazionale ― Unione Sovietica | Cronologia completa delle presenze e delle reti in nazionale ― Unione Sovietica | Cronologia completa delle presenze e delle reti in nazionale ― Unione Sovietica | Cronologia completa delle presenze e delle reti in nazionale ― Unione Sovietica | Cronologia completa delle presenze e delle reti in nazionale ― Unione Sovietica | Cronologia completa delle presenze e delle reti in nazionale ― Unione Sovietica |
| Data                                                                            | Città                                                                           | In casa                                                                         | Risultato                                                                       | Ospiti                                                                          | Competizione                                                                    | Reti                                                                            | Note                                                                            |
| ------------------------------------------------------------------------------- | ------------------------------------------------------------------------------- | ------------------------------------------------------------------------------- | ------------------------------------------------------------------------------- | ------------------------------------------------------------------------------- | ------------------------------------------------------------------------------- | ------------------------------------------------------------------------------- | ------------------------------------------------------------------------------- |
| 23-4-1986                                                                       | Timișoara                                                                       | Romania                                                                         | 2 – 1                                                                           | Unione Sovietica                                                                | Amichevole                                                                      | -                                                                               | 81’                                                                             |
| 7-5-1986                                                                        | Mosca                                                                           | Unione Sovietica                                                                | 0 – 0                                                                           | Finlandia                                                                       | Amichevole                                                                      | -                                                                               |                                                                                 |
| 2-6-1986                                                                        | Irapuato                                                                        | Unione Sovietica                                                                | 6 – 0                                                                           | Ungheria                                                                        | Mondiali 1986 - 1º turno                                                        | 1                                                                               |                                                                                 |
| 5-6-1986                                                                        | León                                                                            | Francia                                                                         | 1 – 1                                                                           | Unione Sovietica                                                                | Mondiali 1986 - 1º turno                                                        | -                                                                               |                                                                                 |
| 15-6-1986                                                                       | León                                                                            | Unione Sovietica                                                                | 3 – 4 dts                                                                       | Belgio                                                                          | Mondiali 1986 - Ottavi di finale                                                | -                                                                               |                                                                                 |
| 20-8-1986                                                                       | Göteborg                                                                        | Svezia                                                                          | 0 – 0                                                                           | Unione Sovietica                                                                | Amichevole                                                                      | -                                                                               | 67’                                                                             |
| 23-9-1987                                                                       | Mosca                                                                           | Unione Sovietica                                                                | 3 – 0                                                                           | Grecia                                                                          | Amichevole                                                                      | 1                                                                               | 77’                                                                             |
| 10-10-1987                                                                      | Berlino Est                                                                     | Germania Est                                                                    | 1 – 1                                                                           | Unione Sovietica                                                                | Qual. Euro 1988                                                                 | -                                                                               |                                                                                 |
| 28-10-1987                                                                      | Sinferopoli                                                                     | Unione Sovietica                                                                | 2 – 0                                                                           | Islanda                                                                         | Amichevole                                                                      | -                                                                               | 71’                                                                             |
| 20-2-1988                                                                       | Bari                                                                            | Italia                                                                          | 4 – 1                                                                           | Unione Sovietica                                                                | Amichevole                                                                      | -                                                                               |                                                                                 |
| 21-2-1989                                                                       | Sofia                                                                           | Bulgaria                                                                        | 1 – 2                                                                           | Unione Sovietica                                                                | Amichevole                                                                      | -                                                                               | 66’                                                                             |
| 15-11-1989                                                                      | Sinferopoli                                                                     | Unione Sovietica                                                                | 2 – 0                                                                           | Turchia                                                                         | Qual. Mondiali 1990                                                             | -                                                                               |                                                                                 |
| 20-2-1990                                                                       | Los Angeles                                                                     | Colombia                                                                        | 0 – 0 dts (4 – 2 dtr)                                                           | Unione Sovietica                                                                | Amichevole                                                                      | -                                                                               | 64’                                                                             |
| 22-2-1990                                                                       | Los Angeles                                                                     | Costa Rica                                                                      | 1 – 2                                                                           | Unione Sovietica                                                                | Amichevole                                                                      | -                                                                               | 65’                                                                             |
| 24-2-1990                                                                       | Palo Alto                                                                       | Stati Uniti                                                                     | 1 – 3                                                                           | Unione Sovietica                                                                | Amichevole                                                                      | -                                                                               |                                                                                 |
| 16-5-1990                                                                       | Ramat Gan                                                                       | Israele                                                                         | 3 – 2                                                                           | Unione Sovietica                                                                | Amichevole                                                                      | -                                                                               | 46’                                                                             |
| 9-6-1990                                                                        | Bari                                                                            | Romania                                                                         | 2 – 0                                                                           | Unione Sovietica                                                                | Mondiali 1990 - 1º turno                                                        | -                                                                               | 66’                                                                             |
| 18-6-1990                                                                       | Bari                                                                            | Camerun                                                                         | 0 – 4                                                                           | Unione Sovietica                                                                | Mondiali 1990 - 1º turno                                                        | -                                                                               | 72’                                                                             |
| Totale                                                                          |                                                                                 | Presenze                                                                        | 18                                                                              |                                                                                 | Reti                                                                            | 2                                                                               |                                                                                 |

## Palmarès

### Competizioni nazionali
- Campionato sovietico: 3

Dinamo Kiev: 1985, 1986, 1990
- Coppa dell'URSS: 3

Dinamo Kiev: 1985, 1987, 1990

### Competizioni internazionali
- Coppa delle Coppe: 1

Dinamo Kiev: 1985-1986